# Факсон (Пенсилванија)
Факсон (енгл. Faxon) насељено је место без административног статуса у америчкој савезној држави Пенсилванија.

## Демографија
По попису из 2010. године број становника је 1.395.
| Група             | 2000.    | 2010.         |
| Белци             | 0 (0,0%) | 1.340 (96,1%) |
| Афроамериканци    | 0 (0,0%) | 18 (1,3%)     |
| Азијати           | 0 (0,0%) | 16 (1,1%)     |
| Хиспаноамериканци | 0 (0,0%) | 13 (0,9%)     |
| Укупно            | 0        | 1.395         |